# Villeneuve-Saint-Georges
Villeneuve-Saint-Georges je obec v kraji Île-de-France a departementu Val-de-Marne ve Francii. Nachází se 15,5 kilometru od centra Paříže. Má přibližně 36 tisíc obyvatel a rozlohu 8,8 km².

Starostou je (do roku 2026) Kristell Niasme. 

## Partnerská města
Villeneuve-Saint-Georges je partnerské město:
- Eastleigh, Anglie, Spojené království
- Kornwestheim, Německo

## Významné osobnosti
- Jérémy Cordoval, fotbalista
- Jacques Faty, fotbalista
- Ricardo Faty, fotbalista
- Georges Grignard, závodní jezdec
- Yoan Gouffran, fotbalista
- Maxence Lacroix, fotbalista
- Geoffrey Lembet, fotbalista
- Gérard Pussey, spisovatel
- Therry Racon, fotbalista
- MC Solaar, hudebník
- Mickaël Tavares, fotbalista
- Patrick Pelloux, lékař
- Cécile Duflotová, členka francouzského Národního shromáždění a ministryně místního rozvoje a bytové politiky
- Niska, hudebnice
- Lucas Gourna-Douath, fotbalista